# Tetragnatha angulata
Tetragnatha angulata är en spindelart som beskrevs av Henry Roughton Hogg 1914. Tetragnatha angulata ingår i släktet sträckkäkspindlar, och familjen käkspindlar.
Artens utbredningsområde är Western Australia. Inga underarter finns listade i Catalogue of Life.